# Complexe du dessèchement rapide de l'olivier
 (octobre 2020).
Le complexe du dessèchement rapide de l'olivier (italien : Complesso del disseccamento rapido dell'olivo, abrégé en CoDiRO), ou syndrome du déclin rapide de l'olivier, est une maladie bactérienne qui affecte les oliviers (Olea europaea), se manifestant par le dessèchement du limbe des feuilles, d'abord limité à des rameaux isolés, puis s'étendant à des branches entières du houppier jusqu'à affecter la totalité de l'arbre.
La pathologie paraît strictement associée à la présence, chez les plantes affectées, d'une souche bactérienne particulière (identifiée comme ST53) de Xylella fastidiosa subsp. pauca, espèce de bactérie phytopathogène originaire du continent américain où elle est responsable de diverses maladies des plantes, mais qui était absente d'Europe et du bassin méditerranéen jusqu'à la fin des années 2000, lorsque le CoDiRO a fait sa première apparition en Italie dans les oliveraies du Salento dans la province de Lecce (probablement entre 2008 et 2010, sur le littoral ionien près de Gallipoli). La présence de la bactérie a été confirmée en 2013, quand une souche particulière (également appelée CoDiRO) a été isolée sur des oliviers atteints par la maladie et chez d'autres plantes-hôtes.
L'expansion du CoDiRO, qui intéressait une  superficie d'environ 8000 hectares à la fin de l'été 2013, s'est poursuivie jusqu'à atteindre une extension d'environ 25000 hectares en avril 2015.
La désignation de la maladie comme un « complexe » remonte aux débuts de l'étude du CoDiRO , et résulte de l'état provisoire des connaissances acquises alors. Jusqu'à l'élucidation (intervenue en 2014) du rôle clé de Xylella fastidiosa dans l'étiologie du CoDiRO , l'attention était concentrée sur une série de facteurs de causalité ou de risque possibles et concomitants trouvées chez les oliviers touchés par la maladie, qui se sont tous avérés d'importance nulle ou secondaire par rapport au rôle pathogène principal de la bactérie Xylella fastidiosa.
Le CoDiRO représente une énorme menace potentielle pour l'ensemble de l'oléiculture italienne, avec une expansion possible dans le reste du bassin méditerranéen ainsi qu'en Californie.
Pour cette raison, des propositions drastiques ont été avancées en vue de l'éradication immédiate de cette maladie de la région des Pouilles. Cependant, en raison de certaines oppositions et de l'inertie des politiques, leur mise en œuvre concrète a tardé et en 2015, l'objectif initial de l'éradication n'est plus considéré comme accessible (en mars 2015, l'infection par Xylella fastidiosa avait atteint quinze autres plantes-hôtes dans le domaine oléicole du Salento), même si la perspective de contenir l'expansion de la bactérie restait réaliste.
Face à cette situation, en avril 2015, des mesures moins drastiques ont été prises dans le but de contenir la bactérie dans le Salento et la province de Lecce et d'empêcher l'expansion vers le nord des foyers d'infection.
Une nouvelle espèce de punaise invasive découverte dans le sud de la France est prédateur des insectes vecteurs de la maladie.

## Symptômes
Les symptômes du CoDiRO sont typiquement ceux fréquemment associés aux infections déjà connues de Xylella fastidiosa : ils consistent en d'intenses brûlures foliaires (dessèchement plus ou moins marqué du limbe folaire, : le phénomène touche d'abord des rameaux et petites branches, isolés et distribués de façon aléatoire dans le houppier, plus particulièrement dans la partie supérieure, avant de s'élargir à des branches entières, jusqu'à affecter toutes les parties aériennes de la plante.
D'autres symptômes sont une croissance réduite des bourgeons et des rameaux. Dans la phase finale, le feuillage prend une couleur brûlée, mais l'arbre est encore en vie, malgré une apparence squelettisée, et ses racines, tant qu'elles restent en vie, sont encore capables d'émettre des rejets, condamnés à dépérir à court terme.
L'élagage des arbres dépérissants ne permet que de provoquer une éphémère reprise végétative, avec des repousses sporadiques également destinées à se dessécher.

### Sensibilité
Les symptômes de la maladie touchent plus gravement les spécimens les plus grands et les plus dégradés, parfois même pluricentenaires, provoquant le dessèchement total d'oliviers très anciens, tandis que souvent chez les plants les plus jeunes, l'altération se limite à des dessèchements terminaux qui, selon les observations disponibles en 2015, ne paraissent pas enclencher le déclin généralisé de la plante.
Chez les spécimens les plus dégradés, avant même la mise en évidence de l'étroite relation de la maladie avec la bactérie Xylella fastidiosa, on avait recensé deux autres facteurs de risque :
1. des attaques importantes de la zeuzère du poirier (Zeuzera pyrina, insecte lépidoptère xylophage et phyllophage, endémique du Salento, dont la présence diffuse dans la zone était déjà connue  à la fin du XVIIIe siècle[3]) avec des galeries, caractéristiques et très étendues, creusées par les larves[3] ;
2. des nécroses du bois de l'année avec des infections fongiques dues à différents genres de champignons, surtout Phaeoacremonium et Phaeomoniella, mais aussi Pleurostomophora et Neofusicoccum[10]. Les infections fongiques sont favorisées par la présence de galeries creusées par les larves de la zeuzère[6].

Les données et les observations disponibles en mars 2015 semblent suggérer des degrés différents de sensibilité au CoDiRO : par exemple, on a constaté une moindre sensibilité du cultivar 'Leccino' par rapport à l' 'Ogliarola' : si elles sont confirmées, ces sensibilités variétales différentes pourraient conduire à la sélection de variétés résistantes parmi les 1500 variétés connues dans le monde.

## Origine et évolution de la maladie
Des foyers ponctuels très virulents du « complexe du dessèchement rapide de l'olivier » sont signalés sur des oliviers dans tout le Salento et dans la province de Lecce, où des centaines de plants sont déjà desséchés et morts. Le phénomène a  commencé à se manifester en 2008/2009/2010 dans l'arrière-pays de Gallipoli et dans la partie occidentale de la péninsule salentine,. L'extension des foyers dans les Pouilles a été aggravée par les conditions climatiques de l'hiver 2013-2014, dont la particulière douceur n'a pas permis d'éliminer assez massivement l'insecte vecteur et de contenir la diffusion de l'infection.
En 2015, en effet, s'est ajoutée à la distribution ponctuelle des foyers de la province de Lecce une nouvelle distribution dans la province de Brindisi, dans la commune d'Oria, qui atteste le franchissement des précédentes limites territoriales au nord,.

### Association avecXylella fastidiosasubsp.pauca
Xylella fastidiosa (Well, Raju et al., 1986) est une bactérie Gram négative de la classe des Gammaproteobacteria, famille des Xanthomonadaceae, qui vit et se reproduit au sein de l'appareil conducteur de la sève brute (vaisseaux  du xylème, transporteurs d'eau et de sels minéraux), connue pour ses activités phytopathogènes. Ce micro-organisme est capable d'induire de graves altérations chez la plante-hôte, avec une grande nocivité pour les cultures agricoles, puisqu'elle est à l'origine de la maladie de Pierce chez la vigne, de la chlorose panachée des agrumes au Brésil, outre sa très étroite association avec le CoDiRO de l'olivier dans l'agriculture italienne,,.
Plus d'une centaine d'espèces de plantes sont affectées par Xylella fastidiosa, avec des maladies telles que le mal di pennacchio chez le pêcher, la brûlure des feuilles cher le laurier-rose ; on a également signalé une incidence notable sur pruniers, cerisiers et amandiers.
Compte tenu de sa dangerosité, cette bactérie est classée parmi les espèces de quarantaine dans la liste d'alerte A1 de l'OEPP depuis 1981.
Pour cette raison, en cas de signalement de sa présence sur le territoire de l'Union européenne, les États-membres doivent obligatoirement adopter des mesures drastiques d'éradication et de confinement, sur la base de la directive européenne 2000/29/CE,.
Dans la littérature scientifique, les signalements concernant l'olivier (Olea europaea) comme plante hôte de Xylella fastidiosa sont rarissimes, (seulement deux autres, en avril 2015) : des études sur ce sujet, publiées en 2014 par Krugner et al., ont été conduites en Californie méridionale après l'annonce d'une augmentation de la mortalité des oliviers dans la région de Los Angeles.
Dans ce cas, bien que Xylella fastidiosa spp. multiplex ait été souvent retrouvée chez des oliviers montrant des signes de dépérissement des feuilles et des rameaux, on n'a pas été en mesure de démontrer pleinement son pouvoir pathogène sur l'olivier.
Un autre signalement, provenant d'Argentine, concerne Xylella fastidiosa ssp. pauca et rapporte des « manifestations symptomatiques non dissemblables » de celles de l'infection du Salento : cette découverte, a fait l'objet d'une communication personnelle de María Laura Otero à Giovanni Paolo Martelli de l'université de Bari.
La découverte argentine concerne la ville de Córdoba et le nord de la province de La Rioja, chez des spécimens d'oliviers de plus de 50 ans de la variété locale 'Arauco'.
Les symptômes relevés sont un lent déclin, une coloration vert sombre, des pertes partielles et la mort de bourgeons et de rameaux.

#### SoucheCoDiRO
Dans la sous-espèce pauca de Xylella fastidiosa, une souche jumelle de l'agent pathogène présent en Italie (codifié ST53) a été identifiée au Costa Rica chez le laurier-rose, le manguier, le noyer du Queensland et chez le caféier : l'hypothèse d'un lien entre l'apparition du CoDiRO et les importations dans la Salento de plantes de  pépinières en provenance du Costa Rica, déjà émise par des virologistes du CNR de Bari, a été corroborée par l'identification de l'infection chez des plants de caféiers d'ornement en transit aux Pays-Bas et importés du Costa Rica en octobre 2014. C'est probablement dans le Salento que s'est produite la première exposition de l'olivier à la souche ST53.
L'absence de mutations génétiques locales rend improbable une adaptation évolutive intervenue dans le Salento.

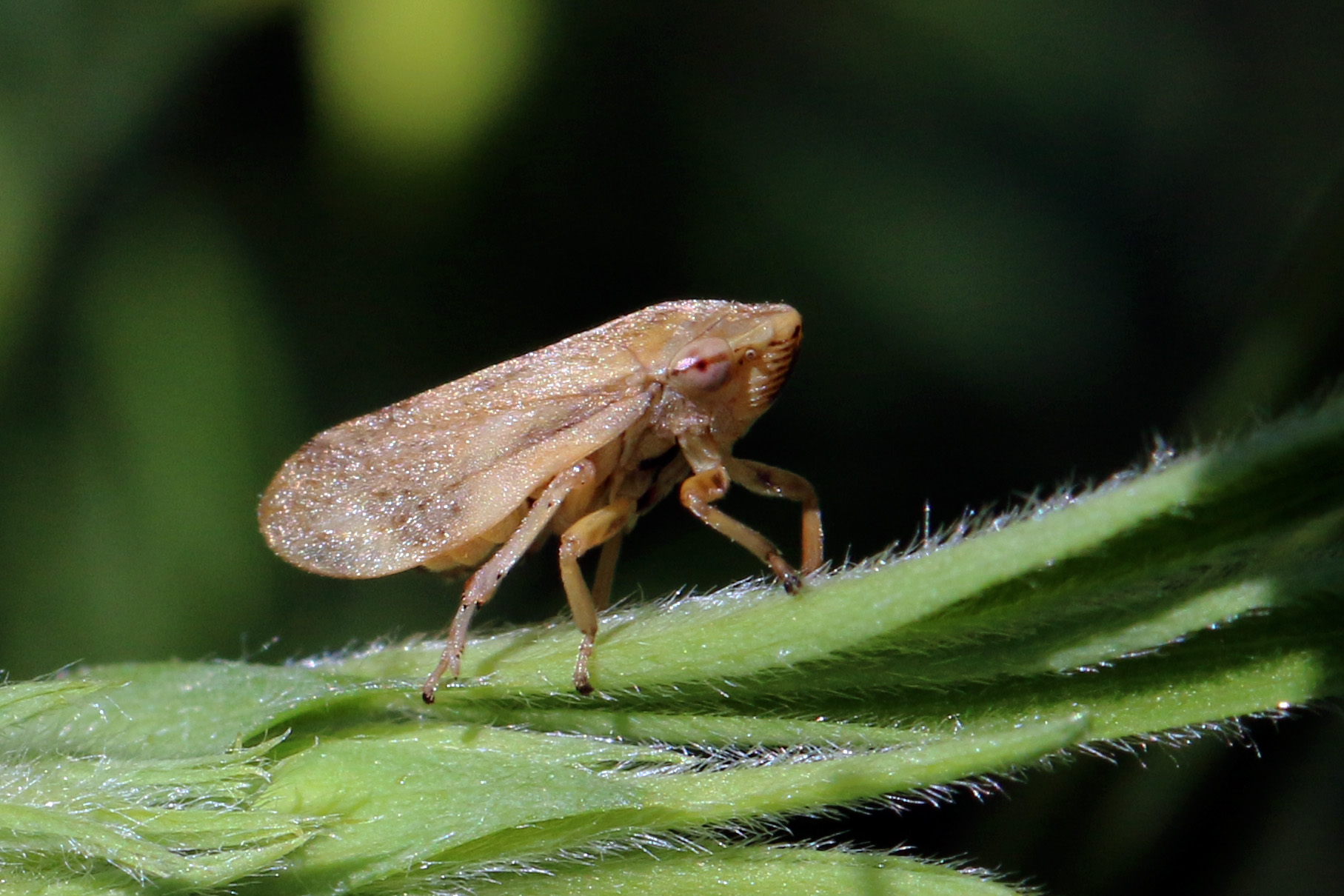
Philaenus spumarius (cercope des prés), considéré comme le principal vecteur de la souche CoDiRO de la bactérie Xylella fastidiosa

Les principaux vecteurs du CoDiRO sont des espèces de la famille des Aphrophoridae (ordre des Hémiptères), en particulier Philaenus spumarius, le cercope des prés, espèce très commune en Europe et présente avec une forte densité de population dans la province de Lecce, où son efficacité comme vecteur de la bactérie a été scientifiquement prouvée,.

##### Plantes-hôtes de la soucheCoDiRO
En plus de l'olivier, la souche CoDiRO a été retrouvée chez les espèces suivantes de plantes hôtes (on en comptait une quinzaine en mars 2015): amandier, cerisier, laurier-rose, Vinca minor, Polygala myrtifolia, Westringia fruticosa, Acacia saligna, Spartium junceum.
Dans des conditions expérimentales, on a également établi la sensibilité de Catharanthus roseus (Vinca rosea), du myrte, du romarin, de l'alaterne.
Pour certaines de ces espèces, la sensibilité à Xylella fastidiosa est une nouveauté : il s'agit de Polygala myrtifolia et Westringia fruticosa, qui n'étaient pas mentionnées dans la littérature scientifique précédente,
Dans la zone infectée du Salento, la souche CoDiRO ne semble pas affecter les agrumes, malgré l'association de ces plantes avec des cultures d'oliviers gravement infectés par Xylella fastidiosa.
Le caractère hautement polyphage de la bactérie laisse présager un possible élargissement de la base des espèces-hôtes, avec des changements dans l'épidémiologie et dans les manifestations de sa pathogénicité.

### Facteurs culturaux, bioclimatiques, sociologiques
Une équipe de phytopathologistes de l'université de Bari et du Conseil national de la recherche de Bari, dirigée par Giovanni Martelli,a identifié les causes de la propagation du CoDiRO dans la conjonction de plusieurs facteurs :
- l'introduction d'une espèce de bactéries dans le territoire du Salento[23] ;
- la présence d'un vecteur efficace de la bactérie[23], le cercope des prés, ou philène spumeuse (Philaenus spumarius) ;
- des conditions bioclimatiques anormales, dans les années 2000, favorables à la diffusion de la bactérie, avec des hivers doux et des précipitations à caractère tropical[23] ;
- l'interdiction des produits phytosanitaires à base d'esters phosphoriques (organophosphates), qui sont efficaces pour maîtriser le développement des insectes vecteurs[23] ;
- l'arrêt de certaines pratiques culturales, réduisant les plantations à un état de quasi-abandon[1].

#### Abandon des cultures
Parmi les facteurs qui ont favorisé la diffusion du CoDiRO, il y a l'état de quasi-abandon cultural de nombreuses oliveraies.
Cette situation peut être imputée à des facteurs sociologiques, parmi lesquels la faible proportion de jeunes agriculteurs et la forte fragmentation du tissu productif, constitué d'exploitations agricoles de petites dimensions.
L'abandon a également été affecté par des causes liées à des choix de la politique agricole nationale, comme l'adoption, par l'Italie, du régime du « découplage total » (ex règlement CE 864/2004) dans le régime des aides au secteur agricole : le choix de ce système, qui prévoit un soutien indépendant du niveau réel de production des exploitations, n'est pas de nature à encourager l'adoption de bonnes pratiques culturales.

### Initiatives de confinement
L'expansion des foyers de CoDiRO dans le Salento, et même au-delà des limites de la province de Lecce, a conduit à l'adoption d'un programme de lutte visant à éradiquer la bactérie Xylella fastidiosa.
Le ministère des Politiques agricoles, alimentaires et forestières, par décret du 12 septembre 2014, a institué un Comité technico-scientifique chargé d'approfondir les aspects liés à la gestion de l'urgence phytosanitaire, en mesure de promouvoir et développer les priorités de la recherche et de fournir des lignes directrices élaborées sur une base scientifique : à ce comité ont été invités deux spécialistes américains de l'épidémie de la Xylella fastidiosa , Sandy Purcell (emeritus professor) et Rodrigo Almeida (associate professor), tous deux enseignants à l'université de Californie à Berkeley.
Pour faire face à l'urgence phytosanitaire, un « commissaire gouvernemental extraordinaire », Giuseppe Silletti, commandant du Corps forestier de l'État dans la région des Pouilles, a été nommé, par ordre du chef de Département de la protection civile (CCOP n° 225 du 11 février 2015). Le commissaire délégué du gouvernement italien, sur la base des indications des spécialistes engagés dans la recherche sur le CoDiRO, a élaboré un plan de confinement qui rencontre une forte résistance de la population locale.
Dans le même temps, une masse de désinformation s'est accumulée, sans aucun fondement d'un point de vue scientifique, véhiculée par Internet et les médias.
Dans une telle situation, en mars 2015, de nombreuses années après les premières manifestations du dessèchement des oliviers, le développement de l'épidémie et l'expansion de la bactérie chez une quinzaine d'espèces différentes font qu'il n'est plus possible d'atteindre l'objectif d'éradication de Xylella fastidiosa dans la province de Lecce, ne laissant ouverte que la possibilité de son confinement.
Le succès de l'initiative de confinement de l'expansion est une condition nécessaire à la recherche de solutions, même curatives, dans la région de Lecce déjà compromise de manière définitive.

#### Décisions arrêtées au niveau européen
Dans sa séance des 27 et 28 avril 2015, le Comité permanent pour la santé des végétaux de l'Union européenne a arrêté une série de mesures différenciées avec l'institution de diverses zones géographiques, différenciées par typologie et intensité des actions d'intervention :
- une zone  septentrionale d'éradication dans laquelle sont rendues obligatoires des mesures drastiques d'« enlèvement et  [...] de destruction des plantes infectées et de toutes les espèces-hôtes poussant dans un rayon de cent mètres, indépendamment de leur état de santé »[26],[8] ;
- une deuxième zone plus méridionale, large de vingt kilomètres, qui s'étende de la côte adriatique à la côte ionienne, dans laquelle seront mise en œuvre des mesures moins drastiques visant au confinement de la bactérie, avec l'abattage et l'enlèvement des arbres malades et la réalisation de tests sur les espèces-hôtes adjacentes dans un rayon de  100 mètres, sans obligation de « terre brûlée » et d'éradication de plantes saines[8].
- une troisième zone constituée par le reste de la province de Lecce, dans laquelle il n'y aura pas d'obligation d'arracher les oliviers, même malades[8].
- un cordon sanitaire pour séparer la première zone de la seconde, dans lequel on procèdera à un suivi des espèces-hôtes.

Ont été décidées, en outre, des restrictions à l'exportation au départ des Pouilles pour 150 espèces florales et de pépinières, ainsi que des limitations strictes des importations de plantes vivantes sensibles à Xylella fastidiosa en provenance de certains pays, parmi lesquels le Honduras et le Costa Rica.

### Lutte biologique
Zelus renardii (en), une espèce invasive de  Reduviidae originaire des Amériques, présente dans le Var depuis 2019, est un excellent prédateur des hémiptères Cercopidae, Aphrophoridae et Cicadellidae, les principaux vecteurs de Xylella fastidiosa,.

## Recherche
Le CoDiRO est l'objet d'un intense programme de recherche mené par des établissements scientifiques pouillais (université de Bari, Conseil national de la recherche, CRA-Conseil pour la recherche et l'expérimentation en agriculture de Locorotondo), en collaboration avec des institutions universitaires américaines (université de Californie à Berkeley) et de centres de recherche internationaux (Institut agronomique méditerranéen).
Le 5 février 2015, les travaux de recherche ont reçu un coup d'arrêt à la suite d'une enquête judiciaire engagée par le procureur de Lecce qui a ordonné la saisie d'une douzaine d'ordinateurs à disposition des chercheurs de l'université et du CNR, retirés des laboratoires ou privés de leurs disques durs.